# Jogada cantada de Babe Ruth
A Jogada cantada de Babe Ruth foi um home run rebatido por Babe Ruth do New York Yankees na quinta entrada do Jogo 3 da World Series de 1932, ocorrido em 1º de outubro de 1932 no Wrigley Field em Chicago. Durante sua vez ao bastão, Ruth fez um gesto como apontando, cuja filmagem existente confirma, mas o exato significado de seu gesto permanece ambíguo. Embora nem totalmente confirmado nem refutado, a estória diz que Ruth apontou para as arquibancadas do campo central durante sua vez ao bastão. Alegadamente foi uma declaração que ele rebateria um home run para aquela parte do estádio. No arremesso que se seguiu ao gesto, Ruth rebateu um home run para o campo central. O home run foi seu décimo quinto e último, em seus 41 jogos de pós-temporada. Foi dito como sendo o maior home run da história.

## Os fatos e a controvérsia
Não existem controvérsias sobre os eventos em geral daquele momento. Todos os relatos dizem que outros jogadores do Chicago Cubs estavam pegando no pé de Ruth impiedosamente, e que Ruth, em vez de ignorá-los, estava "brincando" com eles através de palavras e gestos.
O debate que ainda perdura é sobre a natureza dos gestos de Ruth. Não é claro se ele apontou para o campo central, para o arremessador (Charlie Root) ou para o banco de reservas do Cubs. Até o filme de sua vez ao bastão (feitas pelo cinegrafista amador Matt Miller Kandle, Sr.) que apareceu durante os anos 1990 não permite uma conclusão definitiva.
Com o placar empatado em 4-4 na quinta entrada do Jogo três, ele recebeu um primeiro strike de Root. Enquanto os jogadores do Cubs irritavam Ruth, e os fãs o insultavam, Ruth levantou sua mão, apontando ou para Root, para o banco de reservas do Cubs ou para o campo central. Ninguém sabe ao certo qual era sua intenção. Ele repetiu o gesto após tomar o segundo strike.
O próximo arremesso de Root foi uma bola de curva que Ruth rebateu ao menos a 134 metros na parte mais profunda do campo central próximo ao poste da  bandeira americana (alguns estimam que a bola foi a 150 metros). A bola aterrizou um pouco à direita, aparentemente nos assentos temporários da Avenida  Sheffield atrás dos assentos permanentes da arquibancada interior. Narrando o jogo pelo rádio, o radialista Tom Manning gritou: "A bola está indo, indo, indo, alta na direção das arquibancadas do campo central... e é um home run!" O próprio Ruth mais tarde descreveria que a rebatida "ultrapassou o poste" que ficava atrás do placar e do canto do campo. A poderosa rebatida de Ruth foi auxiliada por um forte vento naquele dia.
Imagens de noticiários da época (disponíveis no documentário da MLB 100 Years of the World Series) mostra Ruth quase fora do quadrado reservado ao rebatedor, polegadas de ser eliminado (Regra 6.06a). O filme também mostra ele, após rebater o home run, enquanto passava pela primeira base, Ruth olhou para o banco de reservas do Cubs e fez um aceno com a mão esquerda; então enquanto se aproximava da terceira base, fez outro gesto como zombando, um movimento de "empurrão" com as duas mãos, em direção ao silencioso banco de reservas do Cubs. Muitos relatos afirmam que ele colocou o dedão no nariz em direção ao banco do Cubs, mas as imagens existentes não mostram isso (se isto ocorreu, deve ter sido considerado vulgar e retirado da edição). Presente ao jogo estava Franklin Delano Roosevelt, que logo seria eleito o 32º Presidente dos Estados Unidos. Relata-se que o futuro Presidente riu enquanto assistia Ruth correr pelas bases. Quando ele atravessou o home plate, Ruth não podia mais esconder seu sorriso, e foi cumprimentado pelos companheiros de time quando chegou ao banco do  Yankees.
Root continuou no jogo, mas por apenas mais um arremesso, com Lou Gehrig rebatendo seu segundo home run do dia em direção ao campo direito. O  Yankees venceu o jogo por 7–5, e no dia seguinte acabou com o desmoralizado Cubs por 13–6, completando o quarto jogo necessário, vencendo a World Series.

## Origens da estória da jogada cantada
O segundo home run de Ruth no jogo 3 poderia ter sido apenas um ponto de exclamação na World Series de 1932 e na carreira de Ruth, não fosse pelo repórter Joe Williams. Williams era um respeitado editor de esportes para os jornais Scripps-Howard. Em uma edição do mesmo dia do jogo, Williams escreveu esta manchete que apareceu no New York World-Telegram, evocando a terminologia do bilhar: "RUTH CALLS SHOT AS HE PUTS HOME RUN NO. 2 IN SIDE POCKET." O sumário de Williams na narrativa do jogo incluia: "Na quinta [entrada], com o Cubs pegando no seu pé impiedosamente, Ruth apontou para o centro lançando a bola onde ela nunca tinha sido rebatida  antes." Aparentemente o artigo de Williams foi o único escrito no dia do jogo que fazia referência ao gesto de Ruth apontando o campo central. Foi provavelmente a alta circulação dos jornais Scripps-Howard que deu vida à estória, pois muitos liam os artigos de  Williams e assumiam que fosse um relato preciso. Dois dias mais tarde, outras estórias apareceram afirmando que Ruth tinha cantado a jogada, alguns inclusive escritos por repórteres que não estavam presentes ao jogo.
A estória teria tido alguma credibilidade inicial, dado os grandes feitos conquistados por Ruth, incluindo relatos da promessa feita ao garoto Johnny Sylvester, que estava hospitalizado, que ele "rebateria um home run para ele" e cumprindo a promessa logo depois. Na mente do público, Ruth cantar a jogada tinha precedentes.
Na época, Ruth não esclareceu o assunto, inicialmente afirmando que ele meramente apontou em direção ao banco de reservas do Cubs dizendo a eles que ele ainda tinha mais um strike. Em certo ponto, logo no começo da estória, ele disse: "Está nos jornais, não está?" Em outra entrevista, desta vez com o respeitado cronista esportivo de Chicago, John Carmichael, Ruth disse que não apontou para nenhum ponto em particular, mas que queria dar à bola uma boa trajetória. Logo, entretanto, um Ruth mais experiente dizia à mídia que a estória era verdadeira e que ele tinha cantado a jogada. Em suas versões subsequentes através dos anos, a estória se tornou ainda mais dramática. "Nos anos que se seguiram, Ruth afirmava publicamente que ele o fizera mesmo, apontando para onde ele planejava mandar o arremesso." Em uma filmagem da cena, se ouve a voz de Ruth que narra a estória afirmando: "Bem, eu olhei para o campo central e apontei. Eu disse: 'Vou rebater a próxima bola  arremessada à direita do poste da bandeira!' Bem, o bom Senhor devia estar comigo." Em sua autobiografia de 1948, Ruth deu uma versão melhorada afirmando que ele disse à sua esposa: "Eu vou bater onde dói mais" e que a ideia de cantar sua própria jogada veio à sua mente. Ruth então reconta como foi sua vez ao bastão:

Nenhum membro de ambos os times estava mais amargurado do que eu. Eu não tinha visto nada na minha primeira vez ao bastão que ficasse perto de ser bom pra mim, e aquilo me fez mais determinado em fazer algo que tirasse a confiança dos jogadores do Cubs e seus fãs. Quero dizer dos fãs que tinham cuspido em Claire [esposa de Ruth].

Eu vim para cima na quarta entrada com Earle Combs na base à minha frente. Meus ouvidos haviam escutado  tantos insultos durante minha carreira que eu pensei que eles tivessem perdido os sentimentos. Mas a explosão que foi girada em mim por jogadores do Cubs e alguns dos fãs penetrou e cortou  profundamente. Alguns dos fãs começaram a jogar legumes e frutas em mim.
Eu dei um passo para fora da área do rebatedor e entrei novamente. E enquanto Root estava se preparando para jogar seu primeiro arremesso, eu apontei para as arquibancadas que se elevavam no fundo do campo central. Root arremessou à direita do plate e eu deixei passar. Mas antes do umpire chamar o strike-que realmente foi-eu levantes minha mão direita, estendi um dedo e gritei: “Strike um!”
A zombaria tinha crescido.
Root se preparou e arremessou novamente-outro arremesso no meio. E mais uma vez eu dei um passou atrás, levantei minha mão direita e berrei: “Strike dois!” E era.
Você deveria ter ouvido aqueles fãs. Quanto aos jogadores de Cub, eles saíram nos degraus de seu dugout e realmente me atacaram com xingamentos.
Eu acho que a coisa mais inteligente para Charlie ter feito em seu terceiro arremesso seria tê-lo gastado.
Mas ele não o fez, e por isso eu às vezes agradeço a Deus.
Enquanto ele se decidia em como arremessar eu dei um passo atrás novamente e apontei meu dedo em direção às arquibancadas, o que só fez a multidão gritar ainda mais pra mim.
Root arremessou uma bola rápida. Se eu tivesse deixado passar, seria um strike. Mas foi isso. Eu fui para o swing com tudo que eu tinha e rebati a bola com todos os músculos em meu sistema, todos os sentidos que eu tinha, eu disse a mim mesmo que eu nunca tinha rebatido uma bola melhor, que enquanto eu vivesse nada seria tão bom quanto esta.
Eu não tinha que olhar. Mas olhei. Aquela bola foi indo, indo, indo e atingiu as arquibancadas do campo central no exato ponto para onde eu tinha apontado.
Pra mim, foi o momento mais engraçado, mais orgulhoso que eu tinha tido no beisebol. Corri para a primeira base, a contornei, olhei para o banco do Cubs e de repente me convulsionei em risos.
Você deveria ter visto aqueles jogadores do Cubs. Como Combs disse mais tarde: “Estavam todos eles-todos no degrau mais alto e gritando com toda a força-e então quando você conectou aquela bola, eles olharam e caíram para trás como se tivessem sido metralhados.”

Aquele home run-o mais famoso que eu tinha rebatido-nos fez muito bem. Valeu duas corridas, e vencemos o jogo, 7 a 5.
Ruth explicou que ele estava bravo com os insultos do Cubs durante a série, e ficou especialmente chateado quando alguém cuspiu em sua esposa Claire, e estava determinado em consertar as coisas. Ruth não apenas disse que deliberadamente apontou para o centro com dois strikes, como disse que apontou para o centro antes do primeiro arremesso de Root.
Outros ajudaram a perpetuar a estória através dos anos. Tom Meany, que trabalho para Joe Williams na época da jogada cantada, anos mais tarde (1947) escreveu uma biografia muito popular mas muito enfeitada de Ruth. No livro, Meany escreveu: "Ele apontou para o campo central. Alguns dizem que foi meramente um gesto em direção a Root, outros dizem que ele apenas mostrava ao banco do Cubs que ele ainda tinha um strike. O próprio Ruth mudou sua versão umas duas vezes... Qualquer que seja a intenção do gesto, o resultado foi, como eles dizem em Hollywood, superficialmente colossal."
Apesar do fato de que o artigo que ele escreveu no dia do jogo tenha sido a fonte de toda a lenda, nos anos seguintes, o próprio Joe Williams teve dúvida da veracidade da jogada cantada de Ruth.
Outra parte do folclore é que Ruth estaria bravo com a equipe do Cubs em geral por eles terem cortado o ex-companheiro de equipe no Yankees,  Mark Koenig (agora jogando pelo Cubs), de toda a World Series.
No entanto, a jogada cantada mais tarde teria sido forjada como verdade dentro das mentes de milhares de pessoas através do filme de 1948 The Babe Ruth Story, que estrelava William Bendix como Ruth. O filme teve como fonte a autobiografia de Ruth e consequentemente não questionou a veracidade da jogada cantada. Dois filmes biográficos feitos nos anos 1990 repetiram o festo de maneiras ambíguas, ambos com Ruth rebatendo a bola por sobre o famoso muro coberto de heras, que na verdade não existiam no Wrigley Field até cinco anos mais tarde.

## Relatos de testemunhas oculares
Relatos de testemunhas oculares foram igualmente inconclusivos e amplamente variados, com algumas das opiniões possivelmente enviesadas pelo espírito partidário.
- "Não deixe ninguém te contar de maneira diferente. Babe definitivamente apontou." — o locutor do Cubs Pat Pieper (como locutor, Pieper sentava próximo à parede que separava o campo das arquibancadas, entre o home plate e a terceira base. Em 1966 ele falou ao Chicago Tribune na coluna esportiva "In the Wake of the News", para o colunista David Condon: "Pat se lembra que estava sentado ao lado da terceira base e ouviu o arremessador do Cubs Guy Bush repreender Ruth, que tinha levado dois strikes. De acordo com Pat, Ruth disse a Bush: 'Este é o strike dois, tudo bem. Mas olhe isso.' 'Então Ruth apontou para o campo central, e rebateu seu home run'. Pat continua: 'Pode apostar sua vida que Babe Ruth cantou a jogada.'")[18]
- "Meu pai me levou para assistir a World Series, e estávamos sentados atrás da terceira base, não muito atrás…. Ruth apontou para o placar do campo central. E ele rebateu a bola para fora do estádio após apontar com seu bastão. Então realmente aconteceu." Juiz Associado, John Paul Stevens, Suprema Corte dos Estados Unidos[19]
- "O que você acha dos nervos daquele macacão. Imagine o cara cantando sua jogada e conseguindo." – Lou Gehrig[20]
- O Comissário de Beisebol, Kenesaw Mountain Landis, foi ao jogo com seu jovem sobrinho, e ambos tinham uma visão clara da ação no home plate. O próprio Landis nunca comentou se acreditava ou não que Ruth tinha cantado sua jogada, mas seu sobrinho acreditada que Ruth não cantou a jogada.
- Shirley Povich, colunista do Washington Post detalhou em um entrevista com o catcher Bill Dickey, membro do Hall of Fame: "Ruth estava louco com aquele arremesso rápido". Ele estava apontando para Root, não para as arquibancadas do campo central. Ele o xingou umas duas vezes e disse: 'Não faça mais isso comigo, seu cretino."[21]
- Ray Kelly, Convidado de Ruth para o jogo, disse: "Ele com certeza o fez ... Eu estava bem ali. Nunca duvidei."[22]

A jogada cantada particularmente irritava Root. Ele teve um boa carreira, vencendo mais de 200 jogos, mas seria sempre lembrado como o arremessador que concedeu a "jogada cantada", e isso o aborrecia. Quando foi lhe pedido que interpretasse a si mesmo no filme de 1948 sobre Ruth, Root recusou quando soube que o lance de Ruth apontando para o campo central estaria no filme. Disse Root: "Ruth não apontou para as cercas antes de ir para o swing. Se ele fizesse um gesto como este, bem, qualquer um que me conhece sabe que Ruth não sairia mal desta estória. A lenda só começou mais tarde." O companheiro de equipe de Root, catcher Gabby Hartnett, também negava que Ruth tivesse cantado a jogada.
Em 1942, durante as filmagens de The Pride of the Yankees, Babe Herman (que naquela época era companheiro de equipe de Root no time das ligas menores Hollywood Stars) estava no set de filmagem como dublê de Ruth (que atuou como ele próprio na maioria das cenas) e Gary Cooper (que atuou como Lou Gehrig). Herman reapresentou Root e Ruth no set e a seguinte conversa (mais tarde recontada por Herman ao historiador do beisebol  Donald Honig), aconteceu:
- Root: "Você nunca apontou para o campo central antes de rebater aquela bola, não é?"
- Ruth: "Eu sei que eu não fiz, mas foi uma ótima estória, não foi?"

Root foi para a sepultura negando que Ruth tivesse apontado para o campo central.

## Filmes de 16 mm redescobertos
Nos anos 1970, um filme caseiro de 16 mm da jogada cantada surgiu e e alguns acreditaram que poria fim a décadas de controvérsia. O filme foi feito pelo cinegrafista amador Matt Miller Kandle, Sr. Apenas famíia e amigos tinham visto o filme até o fim dos anos 1980. Dois quadros do filme foram publicados no livro de 1988, Babe Ruth: A Life in Pictures, de Lawrence S. Ritter e Mark Rucker, página 206. O filme foi exibido em fevereiro de 1994 pela FOX no programa Front Page. Mais tarde, ainda em 1994, imagens do filme apareceram no documentário do cineasta Ken Burns, Baseball.
A filmagem foi feita nas arquibancadas atrás do home plate, ao lado da terceira base. Pode-se ver claramente o gesto de Ruth, embora seja difícil determinar o ângulo da indicação. Alguns afirmam que o braço estendido de Ruth está apontando na direção do campo esquerdo, no banco do Cubs, que seria mais consistente com seus (continuados) gestos em direção ao banco do Cubs enquanto contornava as bases após a rebatida. Outros que estudaram o filme mais cuidadosamente afirmam que, além dos gestos mais extensos, Ruth fez um rápido gesto com o dedo na direção do arremessador do Cubs, Charlie Root, ou para o campo central.
Em 1999, outro filme de 16 mm da jogada cantada apareceu. Este foi gravado pelo inventor Harold Warp, e coincidentemente foi o único jogo em que Warp compareceu em sua vida. Os direitos de sua filmagem foram vendidos à ESPN que colocou no ar no programa SportsCentury em 2000 bem como parte da contagem regressiva do programa Best Damn Sports Show. O filme de Warp não foi amplamente visto como o filme de Kandle, mas aqueles que o viram e opinaram concordam que não parece que Ruth tenha cantado sua jogada. O filma mostra a ação mais claramente que no filme de Kandle, mostrando Ruth visivelmente gritando algo ou para Root ou para o banco do Cubs enquanto apontava.
Os autores do livro Yankees Century também acreditam que o filme de Warp prova conclusivamente que o home run não foi uma "jogada cantada" de maneira nenhuma. Entretanto, no livro de Montville de 2006, The Big Bam, assevera que nenhum dos filmes responde a questão definitavamente.

## Legado e referências culturais
Logo após a "jogada cantada", a companhia sediada em Chicago, a Curtiss Candy Company, fabricantes da barra de chocolate Baby Ruth, instalaram um grande anúncio em um dos prédios que possuem arquibancadas na Sheffield Avenue. O anúncio, em que se lia "Baby Ruth", estava do outro lado da rua onde o home run de Ruth aterrisou. Até os anos 1970, quando o envelhecido anúncio foi retirado, fãs do Cubs no Wrigley Field tiveram que suportar este lembrete pouco sútil da "jogada cantada".
No filme biográfico de 1948, The Babe Ruth Story, Ruth faz uma promessa a um jovem paciente de câncer, que ele rebateria um home run. Não apenas consegue cumprir a promessa como também a criança fica curada do câncer.
Em uma cena no início do filme de 1984, The Natural, um jogador parecido com Ruth chamado "the Whammer" aponta seu bastão ameaçadoramente em direção a Roy Hobbs, declarando sua própria "jogada cantada". Entretanto, Hobbs consegue eliminar por strike Whammer em três arremessos.
O rebatedor da Major League, Jim Thome, usava um gesto similar apontando seu bastão como parte de sua preparação em sua vez ao bastão.
No filme de 1989, Major League, o clímax do filme retrata o catcher do Cleveland Indians, Jake Taylor apontando para o campo externo, claramente fazendo uma referência à "jogada cantada" de Ruth. Adequadamente, Jake jogava contra o New York Yankees. O arremessador então lança um arremesso alto e na parte interna do plate, fazendo referência a sugestão de Root sobre como ele teria arremessado se Ruth realmente tivesse cantado a jogada. Jake repete a jogada cantada, mas ao invés de conseguir um home run, faz um bunt no arremesso seguinte, permitindo a corrida da vitória.
Em 1992, no episódio de The Simpsons, "Homer at the Bat", Homer Simpson, em sua vez ao bastão em um jogo de Softbol, aponta para as arquibancadas. Quando ele rebate a bola e esta vai para o lado oposto de onde ele tinha apontado, ele aponta para aquele lado fingindo ser o lado onde pretendia rebater. No episódio de 1999 "Wild Barts Can't Be Broken", o "bisneto ilegítimo" de Ruth, Babe Ruth IV, é um dos rebatedores do  Springfield Isotopes. Em sua vez ao bastão, ele aponta para as arquibancadas do campo direito no Duff Stadium, olhando para o "menino à beira da morte" (Bart, que estava perfeitamente saudável), então aponta para baixo para sinalizar que faria um bunt. Ele é imediatamente eliminado por tag, pois quatro jogadores do time oponente estavam à pouca distância dele.
No filme de 1993, The Sandlot, os personagens são fãs de Ruth e fazem referência à sua jogada cantada o imitando.
Em 2000, o romance chamado Babe & Me foi publicado pelo autor Dan Gutman. Um jovem viaja de volta no tempo para provar que a jogada foi cantada.
No livro de 2001 de George Carlin, Napalm and Silly Putty, ele "revela" que: "Ao contrário da crença popular, Babe Ruth não cantou a jogada em seu famoso home run. Ele estava, na verdade, dando o dedo para um vendedor de cachorro quente que o tinha enganado em doze centavos."
Na metade dos anos 2000, a Bud Light fez um comercial baseado na jogada cantada, mostrando que a razão pela qual Ruth apontava para o campo central era porque ele tinha visto um vendedor de Bud Light ali.
Em 2005, o uniforme que Ruth vestia durante aquele jogo foi vendido por $1.056.630,00 em um leilão.
No filme de animação digital de 2006, O Pequeno Herói, a rebatida é feita pelo protagonista Yankee Irving usando o famoso bastão de Ruth.  Yankee rebate um home run por sugestão de Ruth. De acordo com o filme, a estória se passa na World Series de 1932.
No filme 2006, Os Esquenta-Banco, um dos personagens principais, Richie, aponta em direção ao campo central, lembrando a jogada cantada de Babe Ruth. A mão de Richie, então, vai abaixando até apontar um ponto em frente ao home plate. Richie, então, rebate a bola exatamente aonde tinha apontado.
No vídeo game de 2007, Team Fortress 2, um fanático por beisebol, Scout, aponta para o céu à distância e então atinge um adversário com seu bastão, na direção em que tinha apontado.